# قائمة مباريات الدوري المصري الممتاز 2025-26

## الدور الأول

### الأسبوع الأول
| 08 أغسطس 2025 | وادي دجلة                                              | 0-0   | بيراميدز            | ستاد السلام |
| 18:00         | وينفول كوبينا 20' · محمود طلعت 56' 63' · يوسف أويا 72' | تقرير | وليد الكرتي 11' 17' | الحكم: محمد عباس قابيل الحكام المساعدون: هاني خيري - خالد حسين مساعد فار: كريم ذكي حكم فار: عبد العزيز السيد الحكم الرابع: صبحي العمراوي |

| 08 أغسطس 2025 | المصري | 1-3   | الاتحاد السكندري                       | ملعب السويس |
| 21:00         | عبد الرحيم دغموم 16'، 69 ' · [[[حسين فيصل (لاعب كرة قدم)\|حسين فيصل]] 86' 90+5' · بونور موجيشا 90+3' · عمر الساعي 90+7' | تقرير | نور علاء الدين 27' · مصطفى إبراهيم 48' | الحكم: أمين عمر الحكام المساعدون: سمير جمال - أحمد زيدان مساعد فار: محمد ناصر حكم فار: وائل فرحان الحكم الرابع: جلال أحمد |

| 08 أغسطس 2025 | سيراميكا كليوباترا                              | 2-0   | الزمالك                                          | ستاد هيئة قناة السويس |
| 21:00         | فاجري لاكاي 27' · حسين السيد 60' · رجب نبيل 74' | تقرير | نبيل عماد 57' · ناصر ماهر 84' · محمد شحاتة 90+8' | الحكم: محمود البنا الحكام المساعدون: أحمد توفيق طلب - طارق مصطفى مساعد فار: هيثم عثمان حكم فار: أحمد الغندور الحكم الرابع: وليد عبد الرازق |

| 09 أغسطس 2025 | المقاولون العرب                | 2-0   | زد                                                                             | ملعب المقاولون العرب |
| 18:00         | محمد عنتر 57' · أحمد الطيب 67' | تقرير | علي جمال 8' (ركلة.) · أحمد فتحي كاستيلو 31' · محمد ربيعة 45+2' · أحمد عاطف 62' | الحكم: محمود ناصف الحكام المساعدون: خالد السيد - عمرو جمعة مساعد فار: محمود أبو الرجال حكم فار: عمرو الشناوي الحكم الرابع: أحمد جمال (حكماً رابعاً) |

| 09 أغسطس 2025 | سموحة                                                | 1-1   | طلائع الجيش                                                   | ملعب برج العرب |
| 18:00         | بابي بادجي 41' · أتدجيكو سامادو 49' · محمد دبش 90+2' | تقرير | غيث مدادحة‎ 51' · حسام الدين السويسي 74' · ألفا بوبكر كيتا 85' | الحكم: محمد الغازي الحكام المساعدون: يوسف البساطي - محمد مصطفى إسماعيل مساعد فار: محمد محمود لطفي حكم فار: محمود دسوقي الحكم الرابع: أحمد حمدي |

| 09 أغسطس 2025 | مودرن سبورت | 2-2   | الأهلي                                                       | ستاد القاهرة الدولي |
| 21:00         | أرنولد إيبا تشيبينا 2' · محمد هلال 25' · حسام حسن عبد البديع 60' · رشاد المتولي 63' · حسام حسن عبد البديع 64' · علي الفيل 70' · محمد أبو جبل 87' · علي فوزي 90' | تقرير | تريزيجيه 18' · محمد شكري 38' · أحمد رضا 50' · ياسين مرعي 79' | الحكم: طارق مجدي الحكام المساعدون: شريف عبد الله - إسلام أبو العطا مساعد فار: محمد عزازي حكم فار: مصطفى مدحت الحكم الرابع: أحمد ناصر |

| 09 أغسطس 2025 | الإسماعيلي                                                 | 0-0   | بتروجيت            | استاد الإسماعيلية |
| 21:00         | محمد سمير كونتا 19' · محمد عمار 38' 76' · محمد إيهاب 90+2' | تقرير | محمد علي عكاشة 40' | الحكم: السيد منير الحكام المساعدون: محمد الزناري - محمد القاضي مساعد فار: محمود بدران حكم فار: محمد الشناوي الحكم الرابع: محمود منصور |

| 10 أغسطس 2025 | كهرباء الإسماعيلية              | 1-0   | الجونة                                                                      | استاد الإسماعيلية |
| 18:00         | سيف الخشاب 16' · مصطفى كشري 30' | تقرير | خالد صديق 10' · تولولوب صموئيل أوجو 20' · نور السيد 45+3' · صابر الشيمي 78' | الحكم: أحمد عبد الله الحكام المساعدون: عمر فتحي - محمد خالد عيد مساعد فار: أحمد عادل عبد الفتاح حكم فار: محمود بسيوني الحكم الرابع: إبراهيم محجوب |

| 10 أغسطس 2025 | البنك الأهلي  | 0-0   | غزل المحلة        | ستاد القاهرة الدولي |
| 21:00         | محمد فتحي 51' | تقرير | سولومان ألادي 54' | الحكم: مصطفى الشهدي الحكام المساعدون: سامي هلهل - مصطفى حسن مساعد فار: أحمد حسام طه حكم فار: محمد عبد العزيز الحكم الرابع: أحمد ناجي |

| 10 أغسطس 2025 | فاركو                           | 0-0   | إنبي | ستاد حرس الحدود |
| 21:00         | محمد حسين 11' · بابكار نداي 81' | تقرير |      | الحكم: إبراهيم محمد الحكام المساعدون: محمد مجدي سليمان - محمد علي توفيق مساعد فار: كيرلس نزيه حكم فار: مصطفى عثمان الحكم الرابع: محمود وفا |

### الاسبوع الثاني
| 14 أغسطس 2025 | زد             | 0-0   | سيراميكا كليوباترا | ستاد القاهرة الدولي |
| 18:00         | محمد ربيعة 90' | تقرير | فاجري لاكاي 75'    | الحكم: محمود بسيوني الحكام المساعدون: أحمد بكر - خالد السيد مساعد فار: حامد الشحات حكم فار: محمد الشناوي الحكم الرابع: عمرو عابدين |

| 14 أغسطس 2025 | الاتحاد السكندري                                    | 2-1   | مودرن سبورت | ستاد الإسكندرية |
| 18:00         | محمود جنش 58' · مصطفى إبراهيم 69' · فادي فريد 90+1' | تقرير | محمود رزق 45+6' · محمد هلال 5' (ركلة.) · علي الفيل 45+2' · أرنولد إيبا تشيبينا 63' · محمد هلال 64' · محمد الدسوقي 67' | الحكم: حمادة القلاوي الحكام المساعدون: هاني خيري - أحمد لطفي مساعد فار: أحمد توفيق طلب حكم فار: محمود الدسوقي الحكم الرابع: محمود منصور |

| 14 أغسطس 2025 | بيراميدز                                             | 0-1   | الإسماعيلي                                                                                           | ملعب الدفاع الجوي |
| 21:00         | بلاتي توريه 46' 85' · أحمد سامي 81' · مروان حمدي 82' | تقرير | نادر فرج 8' · عبد الرحمن الدح 13' · عبد الله محمد 65' · إبراهيم عبد العال 78' · محمد إيهاب 81' 90+4' | الحكم: أمين عمر الحكام المساعدون: سمير جمال - أحمد زيدان مساعد فار: محمد أحمد الشناوي حكم فار: طارق مجدي الحكم الرابع: محمد عبد العزيز |

| 14 أغسطس 2025 | طلائع الجيش                             | 3-0   | المصري                                                                | ملعب السويس |
| 21:30         | حسام الدين السويسي 82' · غيث مدادحة 89' | تقرير | صلاح محسن 12' · عبد الرحيم دغموم 47' · منذر طمين 52' · محمد مخلوف 87' | الحكم: أحمد الغندور الحكام المساعدون: شريف عبد الله - محمود بدران مساعد فار: محمود حسين حكم فار: محمود البنا الحكم الرابع: وليد عبد الرازق |

| 15 أغسطس 2025 | بتروجيت                                                             | 2-2   | كهرباء الإسماعيلية                                                                                | ملعب بتروسبورت |
| 18:00         | أحمد بحبح 8' · بدر موسى 22' (ركلة.) · أدهم حامد 82' · أحمد بحبح 86' | تقرير | ماجد هاني 15' · محمد السيد شيكا 54' · علي سليمان 55' · سيف الخشاب 57' · عبد الفتاح اشرف شتا 90+3' | الحكم: جلال أحمد الحكام المساعدون: محمد محمود لطفي - كريم زكي مساعد فار: وليد ناجي حكم فار: أحمد جابر الحكم الرابع: محمد عبد العليم |

| 15 أغسطس 2025 | حرس الحدود | 0-1   | البنك الأهلي                             | ستاد حرس الحدود |
| 21:00         | أحمد الشيخ 25' · محمد الدغيمي 33' · فوزي الحناوي 39' · محمود العربي أوكا 85' · محمد جابر 90+6' · أحمد نايل 90+9' | تقرير | محمد أشرف بنشرقي 45' · أحمد مدبولي 45+2' | الحكم: مصطفى عثمان الحكام المساعدون: خالد حسين - أحمد عبد المنعم شعبان مساعد فار: أحمد شهود حكم فار: عمرو الشناوي الحكم الرابع: أحد عبد السميع |

| 15 أغسطس 2025 | الأهلي                                                                                      | 1-4   | فاركو                                                                 | ستاد القاهرة الدولي |
| 21:00         | محمد شريف 10' · أحمد سيد زيزو 21'، 59' · أليو ديانغ 28' · محمد شريف 63' · محمد هاني 90' 89' | تقرير | معاذ أحمد 46' · محمد فخري 70' · محمد سعيد شيكا 72' · ياسين الملاح 79' | الحكم: محمد معروف الحكام المساعدون: سامي هلهل - عدي عيد مساعد فار: يوسف البساطي حكم فار: وائل فرحان الحكم الرابع: هيثم عثمان |

| 16 أغسطس 2025 | إنبي                            | 0-1   | وادي دجلة                       | ملعب بتروسبورت |
| 18:00         | مروان داوود 41' · رفيق كابو 54' | تقرير | شادي ماهر 55' · ميس كاندورب 81' | الحكم: محمود ناصف الحكام المساعدون: محمود أبو الرجال - محمد مجدي سيد مساعد فار: أحمد عادل عبد الفتاح حكم فار: مصطفى مدحت الحكم الرابع: أحمد ناجي |

| 16 أغسطس 2025 | الزمالك                                                       | 0-0   | المقاولون العرب                       | ستاد القاهرة الدولي |
| 21:00         | عبد الله السعيد 45+1' · محمود بنتايك 46' · سيف فاروق جعفر 68' | تقرير | عمر الوحش 39' · محمد إسماعيل حامد 87' | الحكم: محمد العتباني الحكام المساعدون: أحمد حسام طه - عمران فريج مساعد فار: محمد العيوطي حكم فار: علاء صبري الحكم الرابع: محمد ناصر عباس |

| 16 أغسطس 2025 | غزل المحلة                                                                     | 0-0   | سموحة                                             | ملعب المحلة |
| 21:00         | سولومون ألادي 48' · موري توري 45+1' · محمد عبد اللطيف غريندو 83' (ركلة ضائعة.) | تقرير | صموئيل أمادي 37' · محمد دبش 89' · محمد سعيد 90+6' | الحكم: محمد عباس قابيل الحكام المساعدون: محمد مجدي سليمان - علي علاء مساعد فار: كيرلس نزيه حكم فار: عبد العزيز السيد الحكم الرابع: عبد الحكيم ناصر |